# Gil Amelio
Gilbert Frank Amelio (New York, 1 maart 1943) is een Amerikaans topfunctionaris. Hij was de bestuursvoorzitter (CEO) van Apple tussen 1996 en 1997. Hij nam bij dit bedrijf op 2 februari 1996 het roer over van Michael Spindler, in een periode waarin Apple op de rand van een bankroet stond.
Een bekende uitspraak van hem was: "Apple is like a ship with a hole in the bottom, leaking water, and my job is to get the ship pointed in the right direction".
Amelio werd op 4 juli 1997 afgezet als CEO tijdens een "boardroom coup" en vervangen door Steve Jobs, die Apple ooit had mede-opgericht.